# Lisa Heidenreich
Lisa Heidenreich (* 15. Februar 1991 in Düsseldorf) ist eine deutsche Badmintonspielerin. 

## Karriere
Lisa Heidenreich gewann nach mehreren Medaillen im Nachwuchsbereich 2009 den Titel bei den deutschen Juniorenmeisterschaften. 2010 stand sie im Aufgebot für die Mannschaftsweltmeisterschaft für Frauenteams. In der Saison 2011/2012 spielte sie in der 1. Bundesliga für die SG EBT Berlin.

## Sportliche Erfolge
| Saison    | Veranstaltung                         | Disziplin   | Platz | Name |
| --------- | ------------------------------------- | ----------- | ----- | --- |
| 2005/2006 | Deutsche Einzelmeisterschaft U15      | Damendoppel | 2     | Fabienne Deprez / Lisa Heidenreich (FC Langenfeld) |
| 2005/2006 | Deutsche Mannschaftsmeisterschaft U19 | Mannschaft  | 2     | FC Langenfeld (Maurice Deprez, Mirko Fillbrunn, Manuel Reichert, Jonas Weise, Simon Schumacher, Lisa Heidenreich, Fabienne Deprez, Fabienne Köhler, Lisa Hankammer) |
| 2007/2008 | Deutsche Einzelmeisterschaft U17      | Dameneinzel | 1     | Lisa Heidenreich |
| 2008/2009 | Deutsche Einzelmeisterschaft U19      | Dameneinzel | 1     | Lisa Heidenreich |
| 2010      | Uber Cup                              | Damenteam   | 9     | Deutschland |
| 2011/12   | 1. Bundesliga                         | Team        |       | SG EBT Berlin |